# 200 (Punkband)
200 (sprich tveyhundrað [ˈtvɛiˌhʊndɹa], färöisch für die Zahl 200) ist eine Punkband von der Inselgruppe Färöer. Der Name spielt auf eine „200%ige“ politische Haltung für die Loslösung der Färöer von Dänemark an. Die Band besteht aus Frontmann Niels Arge Galán, Drummer Uni Árting und dem Bassisten Mikael Blak, der auch bei der färöisch/nordischen Jazzband Yggdrasil spielt und das Debütalbum von Eivør Pálsdóttir (Jazz/Folk) begleitete.

## Geschichte
Die Texte sind ausschließlich auf Färöisch und stehen politisch hinter den Zielen der linksrepublikanischen Tjóðveldisflokkurin, die eine Loslösung von Dänemark anstrebt. Allerdings verpackt die Band ihre Botschaft in Selbstironie und Humor.
200 debütierte 2001 beim Prix Føroyar und hat seitdem mehrere Alben vorgelegt. 2005 erlebte die Band ein Comeback mit ihrem Album Viva La Republica, das auf dem Atlantic Music Event einen der 14 nationalen Musikpreise gewann, die das erste Mal vergeben wurden – für das beste CD-Cover. Anfang 2006 erschien Viva la Republica als Langspielplatte. Es ist die erste färöische LP seit ungefähr 1990.
Das Stück Muscleman-blað konnte sich über mehrere Wochen auf Platz eins der färöischen Charts halten. Darin setzt sich Tveyhundrað eindeutig für die Homosexuellen ein, die auf den Färöern einen schlechteren Rechtsstatus genießen als in Dänemark.
2012 wurde das Album Stokkhólmssyndromið unter dem Titel Das Stockholmsyndrom von dem Berliner Label John Steam Records als Vinyl-LP wiederveröffentlicht.

## Trivia
Das Kunstmuseum der Färöer zeigte zur Ólavsøkaausstellung 2005 eine 2,9 Meter hohe Skulptur aus Pappmaché, einen silberfarbenen, beleuchteten, rotierenden, Feuer und Rauch speienden Stinkefinger, der ebenfalls aus der Schmiede von Tveyhundrað stammt und normalerweise als Bühnendekoration dient.

## Diskografie
- 2001: 200%[2]
- 2005: Viva La Republica
- 2006: Graceland
- 2008: 200 Decibel
- 2009: Stokkhólmssyndromið
- 2012: Vendetta
- 2016: Reytt Pass
- 2023: Reyvheart